# Ян Брожек
Ян Бро́жек  (Йоанн Бросціус, Брозик, Бржоський, Броський, лат. Joannes Broscius, Curzeloviensis, Curel, пол. Jan Brożek; 1 листопада 1585, село Кужелюв біля Влощови;— 21 листопада 1652, село Броновіци, тепер частина Кракова) — польський математик, астроном, богослов, педагог, лікар.

## Біографія
Народився у родині міщан. Перші знання здобув від батька. У 1604 році вступив до Краківської академії. Вже у 1608 році почав викладати у ній математику, а через два роки став доктором філософії. У 1611 році дістав чин капелана, що на той час було нормою, з огляду на формулу фінансування професорів релігійними установами.
У 1614 році Брожек став професором кафедри астрології (астрономії). У 1620—1623 роках виїхав до Італії, щоб вивчати медицину в Падуанському університеті. У той період почав листуватися з Галілеєм. Вже як доктор медицини у 1624 році вернувся до Польщі. Перед виїздом до м. Падуї і після повернення (імовірно аж до 1630 року) працював у соляних шахтах Велічки і Бохні, займаючись геодезичними вимірами.
У 1625 році виступив на стороні Краківської Академії в гострій суперечці з єзуїтами стосовно автономії згаданого вишу. У підтримку навчального закладу та й вищої освіти тогочасної Польщі загалом в тому ж році опублікував одну з найвидатніших його справ, Gratis, написану в образі сатиричного діалогу проти ордену Єзуїтів. Цей твір є одним із найкращих полемічних творів давньої польської літератури та один з найвизначніших творів європейської антиєзуїтської літератури.
Мешкав в місті Міжріччі (1629), у період 1630—1636 навчав на кафедрі Теології. У 1635—1636 роках викладав у свою чергу геодезію на кафедрі геодезії, заснованої Адамом Стжалке. Займався вимірами в маєтках Славкув і Йодловнік. У 1639 році Брожек сам заснував фонд, метою якого була оплата стипендій студентам, збільшення зарплати професорських кадрів і купівля обладнання для кафедри.
В 1620 р. поїхав у Падуанський університет (Італія) вивчати медицину, де в 1624 р. здобув ступінь доктора медицини. Після чого повернувся на батьківщину.
В 1636 р. став священиком і доктором богослов'я, що дало йому кафедру і навіть ректорство в Краківській Академії. Брожек вирізнявся непересічною вченістю в різних галузях знань.
До своєї смерті був парохом римо-католицької «парафії святого Варфоломія» у місті Сташув.

## Праці
- «Geodesia distantiarum» (1610);
- «Dissertatio astronomica» (1616);
- «Dissersatio de cometa Astrophili» (1619);
- «De dierum inaequalitate» (1619);
- «Arithmetica integrorum» (1620);
- «Apologja pierwsza kalendarz a rzymskiego powszechnego» (1641);
- «Apologia pro Aristotele et Euclide» (1652);
- «De numeris perfectis disceptatio» (1637);
- «Epistolae ad naturam ordinariam figurarum plenius intelligendum» (1615);
- «Peripatheticus Cracowiensis»;
- «De litterarum in Polonia vet ustate»;
- «Sermo in synodo Luceornensi» (1641).

Крім того, Брожек виконав опис Польщі і праці з медицини.